# Espectrofotómetro DU
El espectrofotómetro DU o DU Beckman fue el primer instrumento científico que estuvo comercialmente disponible para medir la cantidad de luz absorbida por una sustancia. Este modelo de espectrofotómetro permitió a los científicos examinar e identificar fácilmente sustancias específicas basados en su espectro de absorción, el patrón de luz absorbida a diferentes longitudes de onda.: 148  Los Laboratorios Técnicos nacionales (después Beckman Instrumentos) desarrollaron tres modelos de prototipos hechos en casa (A, B y C) y un modelo de distribución limitada (D) antes de empezar con la producción total del DU, el cual fue introducido en 1941. Aproximadamente 30 000 espectrofotómetros DU se produjeron y vendieron entre 1941 y 1976.
Midiendo ambos el espectro visible y ultravioleta, el modelo de espectrofotómetro DU produjo resultados más precisos, y redujo sustancialmente el tiempo necesario para determinar precisamente la composición química de una sustancia compleja de semanas a horas o minutos.
El espectrofotómetro DU Beckman Ultravioleta-Visible (UV-Vis) fue esencial para la investigación de diversos proyectos secretos durante la Segunda Guerra Mundial. Schmidt otorga crédito a este diciendo que "proporcionó un adelanto en la espectroscopia óptica". Ha sido identificado como uno de los "instrumentos más esenciales" de la ciencia de la posguerra, y "probablemente el instrumento más importante que se ha desarrollado para el avance de la biociencia".

## Desarrollo
El DU fue desarrollado en los Laboratorios Técnicos Nacionales (después Beckman Instrumentos) bajo la dirección de Arnold Orville Beckman, un químico e inventor americano. El equipo de investigación de Beckman fue guiado por Howard Cary, quien fue cofundador de la Corporación de Física aplicada (después Cary Instrumentos), se convirtió en uno de los más fuertes competidores de Beckman. Otros científicos participantes fueron Roland Hawes y Kenyon George.
Los métodos espectroscópicos para observar la absorción en el espectro visible fueron utilizados desde 1860.
En 1940, el equipo necesario para medir la energía luminosa en el espectro visible podía costarle a un laboratorio hasta $3000, una cantidad muy elevada.: 149  Equipos complicados tenían que ser armados, y las pruebas a las muestras eran realizadas mediante difíciles y largos procesos para separarlas en componentes analizables. Además, el espectro de la luz visible no era lo suficientemente amplio para permitir a los científicos examinar sustancias como la vitamina A.
Beckman ya había desarrollado un sensor de pH para medir la acidez de las soluciones. Coleman Instrumentos unió un sensor de pH con un foto tubo óptico para examinar el espectro visible (modelo DM de Coleman). Los foto tubos podían registrar y reportar longitudes de onda específicas, en lugar de depender de la habilidad visual del observador, o el desarrollo de un plato fotográfico para detectar longitudes de onda. Beckman logró una meta al crear un instrumento de fácil uso extendido al rango ultravioleta.: 149–151 

### Modelo A
El primer prototipo de espectrofotómetro Beckman, el modelo A, fue creado en los Laboratorios Técnicos Nacionales en 1940. Utilizaba tungsteno como fuente de luz con un prisma de Fery de cristal como monocromador. Un amplificador externo del sensor de pH Beckman y un tubo de vacío con celda fotoeléctrica eran usados para detectar la longitud de onda.

### Modelo B

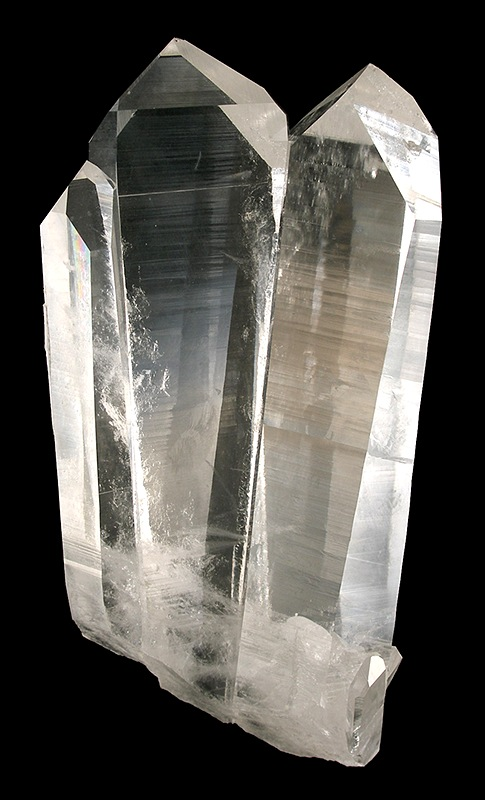
Cristales de cuarzo con calidad óptica

Rápidamente se dieron cuenta de que el prisma de cristal no era apto para el uso con el espectro ultravioleta, y por ello se sustituyó con un prisma de cuarzo, resultando en el Modelo B. En el modelo B, un mecanismo con barra tangente se utilizaba para ajustar el monocromador. El mecanismo era altamente sensible y requería un operador calificado.

### Modelo C
Tres nuevos instrumentos para el modelo C fueron construidos, mejorando la resolución de la longitud de onda. El compartimento rotatorio de celdas del modelo B fue reemplazado con una cámara lineal. El mecanismo de barra tangente se reemplazó con un mecanismo de accionamiento de desplazamiento, el cual se controlaba con mayor precisión al reajustar el prisma de cuarzo y seleccionar la longitud de onda deseada. Con este nuevo mecanismo los resultados se obtenían de forma más fácil y confiable, sin necesidad de ser utilizado por un experto. Esto fue el inicio de todos instrumentos con prismas de cuarzo de Beckman.

### Modelo D
Los modelos A, B y C tenían un sensor de pH Beckman externo unido al componente óptico para obtener las lecturas. Durante el desarrollo del modelo D, Beckman utilizó un circuito amplificador DC del sensor de pH y lo combinó con componentes ópticos y electrónicos en una caja, haciéndolo más económico. Además, el modelo D utilizaba una lámpara de hidrógeno como fuente de luz y no de tungsteno. Pasar del prototipo a la producción del modelo D implicó diversas dificultades. Beckman originalmente se dirigió con Baush y Lomb para hacer el prisma de cuarzo para el espectrofotómetro. Cuando ellos rechazaron la oportunidad, los Laboratorios Técnicos Nacionales diseñaron su propio sistema óptico, incluyendo el mecanismo de control y el prisma de cuarzo. Obtener los prismas de cuarzo con alta calidad óptica y del tamaño adecuado fue una tarea ardua. Los osciladores de radio venían desde Brasil y estaban en demanda por la guerra. Beckman tuvo que presentar una lista de prioridades por tiempos de guerra, con la finalidad de obtener los suministros adecuados de cuarzo para el espectrofotómetro.
La compañía diseñó su propia lámpara de hidrógeno para el modelo D, incluyendo un ánodo en una delgada ventana de vidrio soplado. De la misma forma, el diseño del instrumento necesitó un fototubo con mayor sensibilidad que aquellos que estaban disponibles comercialmente en ese tiempo. Beckman obtuvo pequeños lotes de un fototubo experimental de la RCA para el primer modelo D. El espectrofotómetro modelo D, utilizando el fototubo experimental de RCA, se mostró en una conferencia de verano de Espectroscopia en el MIT en julio de 1941. Fue el primer modelo en entrar en producción, y solamente un pequeño número de instrumentos modelo D fueron vendidos antes de ser sustituido con el DU.

### Modelo DU
Cuando el RCA no pudo satisfacer la demanda de fototubos experimentales para Beckman, los Laboratorios Técnicos Nacionales tuvieron que diseñar nuevamente sus propios componentes. Con la incorporación de los recientemente desarrollados fototubos con sensibilidad UV, el modelo D se convirtió en el modelo DU UV-Vis espectrofotómetro. Así como con el sensor de pH, Beckman reemplazo un arreglo complicado de equipo con un instrumento simple y fácil de usar. Una de las primeras "cajas negras" utilizadas en los laboratorios de química moderna, se vendió por $723 en 1941.

## Diseño
La producción empezó desde 1941 y se detuvo en 1976 cuando fue descontinuado, el modelo de espectrofotómeto DU fue construido bajo lo que sería esencialmente el mismo diseño. Fue un instrumento único de rayo.: 11  El espectrofotómetro DU utilizaba un prisma de cuarzo para separar la luz en su espectro de absorción y un fototubo para medir eléctricamente la energía luminosa a través del espectro. Esto permitía al usuario graficar el espectro de luz absorbida por una sustancia para obtener una "huella" (fingerprint) estandarizada que era característica del compuesto.: 151   Todos los espectrofotómetros modernos UV-Vis son construidos bajo los mismos principios del espetrofotómetro DU.

## Usos

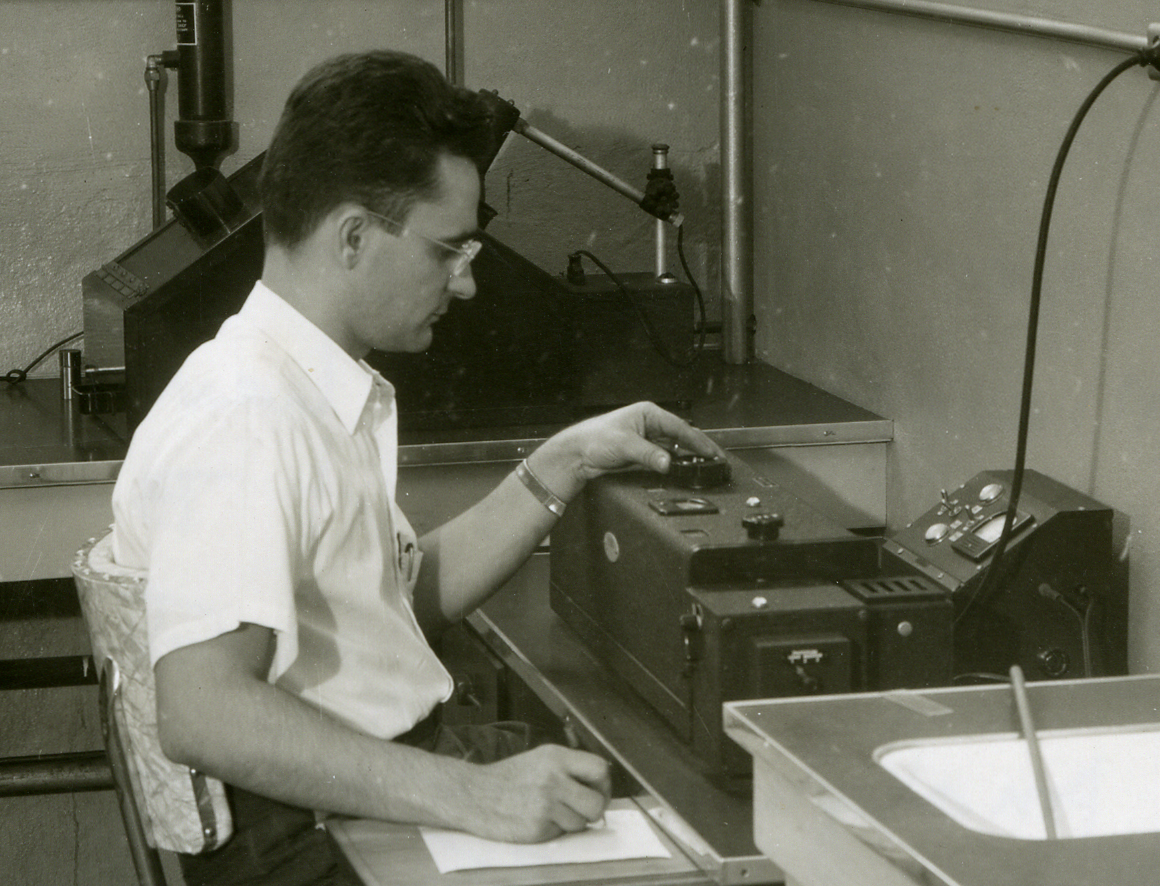
Espectrofotómetro DU de Beckman en uso

Los espectrofotómetros modelo D y DU fueron los primeros instrumentos fáciles de usar que contenían componentes ópticos y electrónicos necesarios para la espectrofotometría de absorción ultravioleta.: 153  El usuario podía insertar la muestra, indicar la longitud de onda deseada, y leer la cantidad de absorción de esa frecuencia en un medidor. Una serie de lecturas con diferentes longitudes de onda podían ser tomadas sin perturbar la muestra. Al trabajar con ambas regiones del espectro, tanto ultravioleta como visible, el modelo D produjo espectros de absorción precisos, los cuales podían conseguirse con facilidad y eran replicados con exactitud. El departamento nacional de normalización (National Bureau of Standards) realizó diferentes exámenes para certificar que los resultados del DU eran precisos y repetibles, gracias a esto recomendaron su uso.: 156 
El manual del método de escaneo del espectrofotómetro DU era extremadamente rápido, reduciendo los tiempos de análisis de semanas a horas o minutos. Era preciso tanto en el espectro visible como en el ultravioleta.  Algunos avances incluían su alta resolución y la minimización de errar la luz en la región ultravioleta.  Aunque no era barato, su precio era accesible para la mayoría de los científicos.

## Impacto

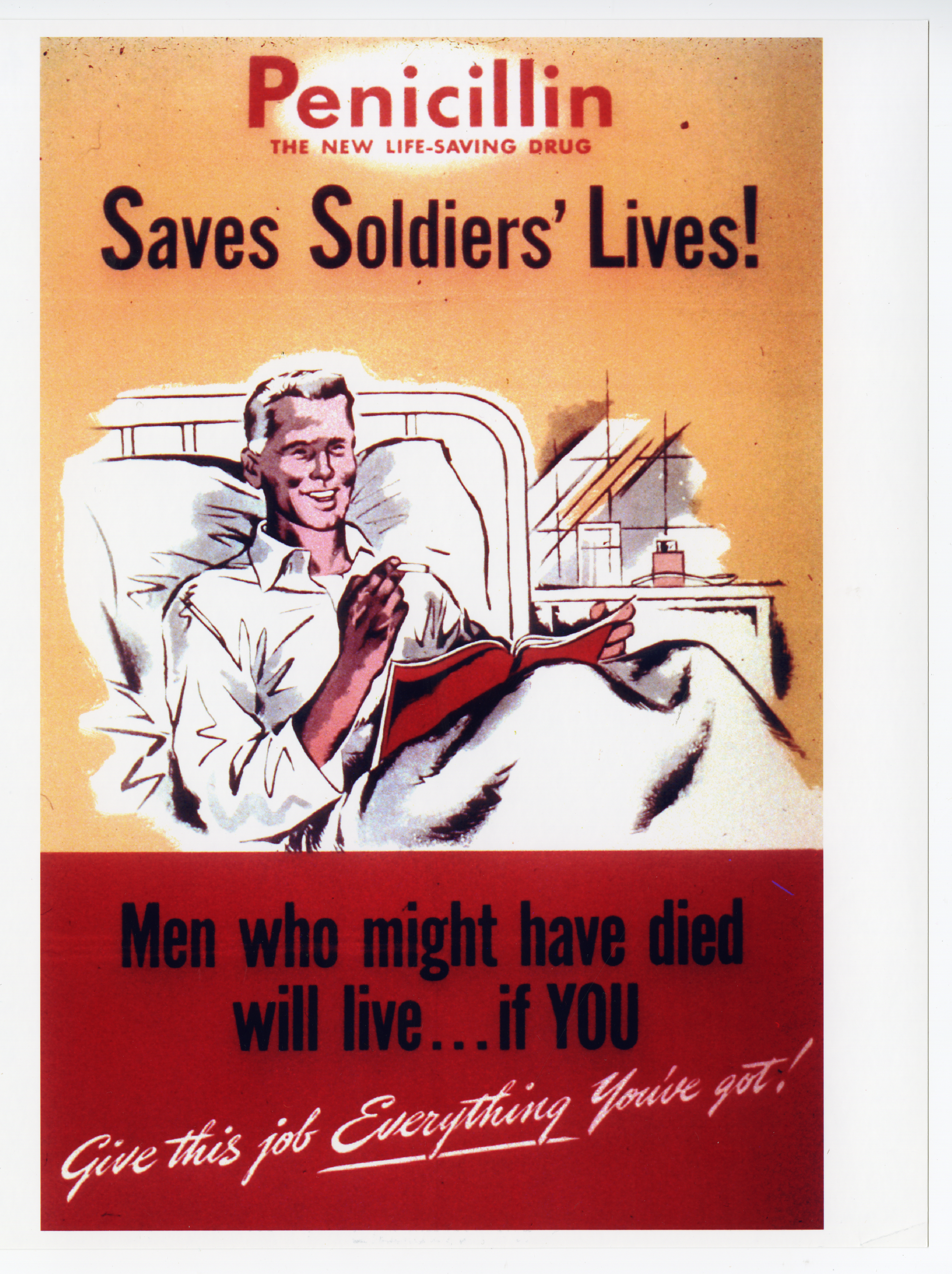
Póster de la Segunda Guerra Mundial alentando a los investigadores "Entrega a este trabajo todo lo que tienes"

El espectrofotómetro DU de Beckman ha sido referido como el "Modelo T" de los instrumentos científicos. Permitió a los investigadores realizar análisis más sencillos de mezclas químicas al tomar diferentes medidas en más de una longitud de onda para producir un espectro de absorción que describiera a la sustancia completamente. "Este dispositivo simplificó y coordinó por siempre el análisis químico, permitiendo a los investigadores conseguir medidas cuantitativas con precisión del 99.9% de una sustancia en minutos, al contrario de las semanas que eran necesarias anteriormente para resultados con solo 25% de precisión"  Según Theodore L. Brown esto "revolucionó la medición de las señales de luz de las muestras".: 2  El premio Nobel Bruce Merrifield es citado por llamar al espectrofotómetro DU "probablemente el instrumento más importante jamás desarrollado para el avance de la biociencia".

### Vitaminas
El desarrollo del espectrofotómetro tuvo un impacto directo con la Segunda Guerra Mundial y el esfuerzo americano en la guerra. El papel de las vitaminas en la salud fue de significante interés, los científicos querían identificar los alimentos ricos en Vitamina A para mantener a los soldados saludables. Métodos anteriores utilizados para evaluar los niveles de vitamina A implicaban alimentar ratas por varias semanas,  para después realizar una biopsia y así estimar los niveles de vitamina A ingeridos. Por otro lado, examinar una muestra de comida con el espectrofotómetro DU proporcionó mejores resultados en cuestión de minutos. El espectrofotómetro DU podía ser utilizado para estudiar tanto la vitamina A como sus precursores, los carotenoides. Rápidamente se convirtió en el método de análisis por espectrofotometría preferido.

### Penicilina
El espectrofotómetro DU fue también una herramienta importante para los científicos que estudiaban y producían el nuevo y maravilloso medicamento, la Penicilina.
El desarrollo de la penicilina era una misión nacional secreta, que involucró a 17 droguerías, con la finalidad de proveer penicilina a todos los soldados de Estados Unidos involucrados en la Segunda Guerra Mundial.  Era bien sabido que la penicilina era mucho más efectiva que las sulfamidas, y que su uso reducía la mortalidad, severidad del trauma de la herida a largo plazo, y tiempo de recuperación.: 158  Sin embargo, su estructura no era entendida, los procesos utilizados para aislarla y generar cultivos puros eran primitivos, y la producción utilizando técnicas de cultivo de superficie era lenta. En el Laboratorio de investigación regional del Norte en Peoria, Illinois, investigadores recolectaron y examinaron más de 2,000 especímenes de moho (así como otros microorganismos). El extenso equipo de investigación incluía al Dr. Robert Coghill, Dr. Norman Heatly, Dr. Andrew Moyer, en el laboratorio bacteriólogo Mary Hunt, Frank H. Stodola y Morris E. Friedkin. Friedkin remarca que un modelo anterior al espectrofotómetro DU de Beckman fue utilizado por los investigadores de penicilina en Peoria. El laboratorio de Peoria triunfó al aislar y producir comercialmente cepas superiores del moho, las cuales eran 200 veces más efectivas que aquellas descubiertas primero por Alexander Fleming. Para el final de la guerra, las compañías farmacéuticas americanas estaban produciendo 650 billones de unidades de penicilina cada mes. Mucho del trabajo realizado en esta área durante la Segunda Guerra Mundial fue mantenido en secreto hasta después de la guerra.: 158 

### Hidrocarburos
De la misma forma el espectrofotómetro DU fue utilizado para análisis críticos de hidrocarburos en petróleo crudo. Algunos hidrocarburos eran de interés para la guerra. Tolueno, un hidrocarburo en el petróleo crudo, era utilizado para la producción de TNT de uso militar.: 158–159  El benceno y butadienos fueron usados en la producción de caucho sintético. El caucho, utilizado para las llantas de los vehículos todo terreno, aviones y tanques, estaba en un estado crítico de poco suministro, porque Estados Unidos estaba aislado de las reservas extranjeras de caucho natural.: 158–159  La Oficina de la Reserva de Caucho organizó a los investigadores en las universidades y en la industria para trabajar secretamente en este problema.  La demanda de caucho sintético provocó que Beckman Instrumentos desarrollara el espectrofotómetro infrarrojo, el cual era más adecuado para medir en las longitudes de onda de los hidrocarburos: 159 

### Análisis enzimático e Investigación del ADN
Gerty Cori y su esposo Carl Ferdinand Cori ganaron el Premio Nobel en Fisiología o Medicina en 1947 en reconocimiento a su trabajo sobre enzimas. Hicieron varios descubrimientos críticos para entender el metabolismo de carbohidratos, incluyendo el aislamiento y descubrimiento del éster Cori, glucosa 1-fosfato , y el entendimiento del ciclo de Cori. Determinaron que la enzima fosforilasa cataliza la formación de glucosa 1-fosfato, que es el primer y último paso en la conversión de glucógeno en glucosa y la glucosa en la sangre en glucógeno. Gertry Cori fue también la primera en demostrar que un defecto en la enzima podía ser la causa de enfermedades genéticas en humanos. El espectrofotómetro DU de Beckman fue utilizado por Cori en el laboratorio para calcular las concentraciones enzimáticas, incluyendo a la fosforilasa.
Arthur Kornberg  trabajó con  Severo Ochoa, aprendiendo el proceso de la purificación enzimática de aconitasa,  tardó seis meses en 1947 en el laboratorio de Cori, "el lugar más vibrante en bioquímica en ese tiempo", antes de regresar al Instituto Nacional de Salud (NIH por sus siglas en inglés) en 1948. Él también utilizaba el espectrofotómetro DU.

"La enzima podía ser analizada en pocos minutos al combinarla con isocitrato deshidrogenasa y medir  la formación de NADH utilizando el espectrofotómetro DU de Beckman, un instrumento que transformó la bioquímica"

Kornberg y Bernard L. Horecker utilizaron el espectrofotómetro DU de Beckman para el análisis enzimático midiendo NADH y NADPH.  Determinaron sus coeficientes de extinción, estableciendo las bases para las mediciones cuantitativas en las reacciones que involucraban nucleótidos. Este trabajo se volvió uno de los artículos más citados en bioquímica.: 115  Kornberg estudió los nucleótidos en la síntesis del ADN, aislando la primera enzima polimerizadora (ADN polimerasa I) en 1956, gracias a esto recibió el Premio Nobel en Fisiología y Medicina junto con Severo Ochoa en 1959.
El ADN absorbe la luz ultravioleta con una longitud de onda cercana a los 260 nm. Inspirado por el trabajo de  Oswald Avery en el ADN, Erwin Chargaff utilizó el espectrofotómetro DU en los años 40 para medir las concentraciones relativas de bases de ADN.: 260, 290–302   Basado en esta investigación, formuló las reglas de Chargaff. En el primer análisis cuantitativo completo del ADN, reportó una correspondencia casi igual de los pares de bases de ADN, el número de unidades de guanina era igual al número de unidades de citosina, y el número de unidades de adenina era igual al número de unidades de timina. Además, demostró que las cantidades relativas de guanina, citosina, adenina y timina variaban entre especies. En 1952, Chargaff conoció a Francis Crick y James D. Watson, compartiendo sus descubrimientos con ellos. Watson y Crick determinaron, basados en sus ideas, la estructura del ADN.

### Biotecnología
La espectroscopia ultravioleta tiene una amplia aplicación en biología molecular, particularmente en el estudio de la fotosíntesis. Ha sido utilizada para estudiar diversas plantas florales y helechos por investigadores en el departamento de biología, fisiología de plantas y ciencias de la agricultura, así como genética molecular.
Es particularmente útil para detectar la presencia de dobles enlaces conjugados, la nueva tecnología hizo posible para los investigadores como Ralph Holman y George O. Burr estudiar las grasas de la dieta, trabajando con implicaciones importantes para la dieta humana. El espectrofotómetro DU también se utilizó para el estudio de esteroides por investigadores como Alejandro Zaffaroni, quien ayudó en el desarrollo de la píldora de control natal, el parche de nicotina y corticosteroides.

## Modelos posteriores

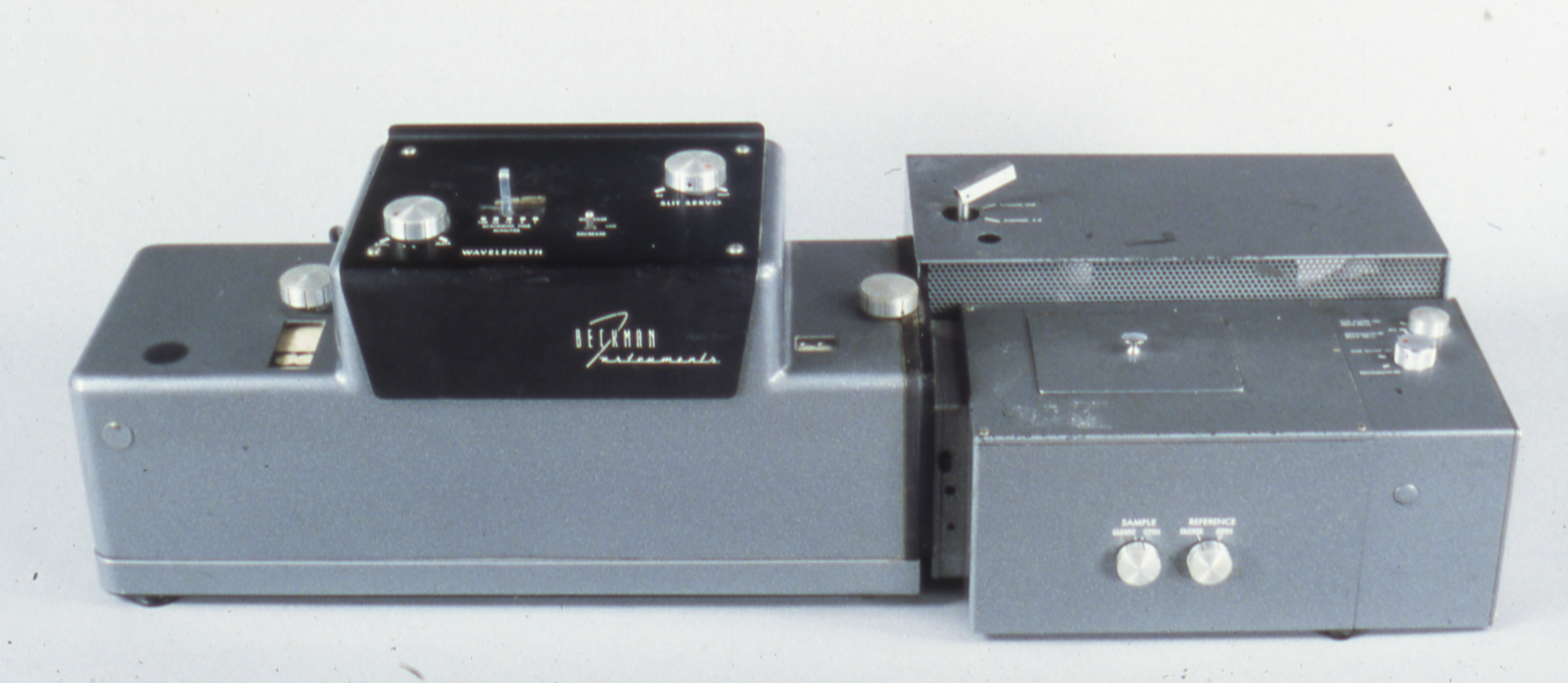
Espectrofotómetro Ultravioleta Beckman Modelo DK1

El equipo de Beckman eventualmente desarrolló modelos adicionales, así como una variedad de accesorios o acoplamientos que podían ser usados para modificar el DU para diferentes trabajos. Uno de los primeros accesorios fue una flama acoplada con un foto multiplicador más potente que permitía al usuario examinar la flama de elementos como potasio, sodio, y cesio (1947).: 11 
En los años 50, Las Industrias Beckman desarrollaron el DR y el DK, ambos contaban con un espectrofotómetro con doble haz ultravioleta. El DK se nombró así en honor a Wilbur I. Kaye, quien lo desarrolló al modificar el DU y expandir su rango al infrarrojo. Él hizo el trabajo inicial, y por otro lado en Tennessee, Eastman Kodak, después fue comprado por Beckman Instrumentos.  Los modelos DK introdujeron una característica de registro automático. El DK-1 utilizaba una voluta no lienal, y el DK-2 una voluta lineal para registrar automáticamente el espectro.: 21 
El DR incorporó un "operador robot" que podía reiniciar los botones del DU en una secuencia completa para medir con diferentes longitudes de onda, justo como un operador humano generaba resultados de todo el espectro. Utilizaba una lanzadera lineal con cuatro posiciones, y una megaestructura para cambiar los botones. Tenía un cuadro móvil que registraba los resultados en gráficas, con puntos rojos, verdes y negros.  El costo de los espectrofotómetros con registro era substancialmente más elevado que aquellos que no contaban con máquinas grabadoras.
El DK era diez veces más rápido que el DR, pero no era tan preciso.  Utilizaba un foto multiplicador, el cual introducía una fuente de error: 21  La velocidad del DK lo hizo más popular que el DR.  Kaye finalmente desarrollo el DKU, combinando las características del infrarrojo y el ultravioleta en un instrumento, pero era más caro que otros modelos
El último espectrofotómetro DU fue hecho el 6 de julio de 1976.